# Magtens billeder
Magtens billeder er en dansk dokumentarserie i 12 afsnit fra 2004. Serien blev til i samarbejde mellem DR og Det Danske Filminstitut med udgangspunkt i forskningsprojektet Den Danske Magtudredning, der var igangsat af Folketinget. Tanken med serien var at den skulle foretage en kritisk undersøgelse og skildring af de mange former for magt i Danmark. Elleve ud af de tolv afsnit blev sendt på DR fra 4. februar til 27. oktober 2004. Et enkelt afsnit, Svineriget, blev ikke udsendt, da DR skønnede at det var i strid med deres programetik.

## Afsnit
| # | Titel                                                | Producent                         | Instruktør                              | Forfatter                                                                                      | Musik                           | Fotografering                                             | Første sendedag    |
| --- | ---------------------------------------------------- | --------------------------------- | --------------------------------------- | ---------------------------------------------------------------------------------------------- | ------------------------------- | --------------------------------------------------------- | ------------------ |
| 1 | "Statsmagt under anklage"                            |                                   | Michael Klint, Christian Andersen       |                                                                                                |                                 |                                                           | 4. februar 2004    |
| En mor anklager politiet for at have slået hendes søn ihjel efter en banal anholdelse. Hun mener, at både politiet, anklagemyndigheden og rigsadvokaten misbruger deres magt og skjuler beviser i sagen. Når politiet mistænkes for at overtræde loven, så er det anklagemyndigheden og politiet selv, der skal undersøge sagen. Det har i en række tilfælde fået alvorlige konsekvenser for retssikkerheden. En del tyder på, at den 21-årige Jens Arne Ørskov døde, fordi han lå lejret på maven med håndjern på ryggen, mens to betjente samtidig holdt ham nede. En redegørelse fra statsadvokaten i Aalborg peger på dette, men den frikender imidlertid betjentene, fordi myndighederne samtidig peger på en anden dødsårsag som mere sandsynlig. Moderen Jonna Ørskov har i mere end halvandet år kæmpet med myndighederne for at få sagsakterne udleveret for at finde ud af, hvad der skete den fatale sommeraften på rastepladsen. |                                                      |                                   |                                         |                                                                                                |                                 |                                                           |                    |
| 2 | "Hingitaq - de fordrevne"                            | Jesper Fogh Lund                  | Ulrik Holmstrup                         | Ulrik Holmstrup, Jørgen Pedersen                                                               | Christian Rønn                  | Lars Riisom                                               | 11. februar 2004   |
| Filmen afdækker et af de sorteste kapitler i Danmarks kolonihistorie: tvangsflytningen af en hel befolkning og de efterfølgende løgne fra myndighedernes side, som skulle sløre overgrebet. Det fandt sted i maj 1953 i kølvandet på etableringen af det gigantiske amerikanske militæranlæg Thule Air Base. I over 30 år lykkedes det de danske myndigheder at holde begivenhedsforløbet skjult. Men i 1980'erne kunne to danske forskere bringe den første dokumentation for, at der var noget rivende galt. Et undersøgelsesudvalg arbejdede med sagen i syv år, og efterfølgende har den været behandlet ved både Landsretten og Højesteret. For første gang siden offentligheden fik kendskab til fordrivelsen af Thule-folket, kan hele historien nu fortælles på film ved hjælp af de vidner, som selv oplevede overgrebet. |                                                      |                                   |                                         |                                                                                                |                                 |                                                           |                    |
| 3 | "Hotel Copenhagen"                                   | Gitte Randløv                     | Poul Martinsen                          |                                                                                                | Jan Rørdam                      | Lars Schou, Simon Plum                                    | 25. februar 2004   |
| Filmen beretter om nogle af de mennesker, der fra en tilværelse i en kernefamilie, skal omstille sig til en ny situation efter en skilsmisse. Mange af de akut boligsøgende enten afvises, havner på herberg, kvindehjem eller installeres på dyre hotelværelser. Det sker, fordi Københavns Kommune i midten af halvfemserne så sig nødsaget til at sælge 20.000 almennyttige lejligheder for at få penge i kassen. Sådan er baggrunden for den bolignød, der i dag udmønter sig i ventelister på 15-20 år hos boligselskaberne og gør det næsten umuligt at skaffe en leje- eller andelslejlighed. De kommunale boligsagsbehandlere er måske skrankepaver i de boligsøgendes øjne, men fortæller i filmen, at de kan føle sig som magtesløse formidlere af en boligpolitik, de måske ikke selv er enige i. Omdrejningspunktet i filmen er et lille rådgivningskontor på Nørrebro - Boligfonden for enlige mødre og fædre - hvor tre socialrådgivere og 24 frivillige medarbejdere gør et fremragende stykke arbejde. Her møder vi de boligsøgende, der efter at have været igennem det officielle systems sorteringsmaskineri dukker op for at få individuel og gratis hjælp over en kop kaffe. |                                                      |                                   |                                         |                                                                                                |                                 |                                                           |                    |
| 4 | "Hvorfor har mænd magten?"                           | Mouns Overgaard                   | Hanne-Vibeke Holst                      | Hanne-Vibeke Holst                                                                             |                                 | Morten Bruus                                              | 8. marts 2004      |
| At spørge, »om« mænd har magten i samfundet, er ganske overflødig, eftersom 88 % af den danske elite består af mænd. I stedet stiller Hanne-Vibeke Holst spørgsmålet »Hvorfor« har mænd magten? For at få svar på det spørgsmål opsøger instruktøren en række forskellige mennesker og miljøer: den nordjyske slagteriarbejder, kantineassistenten, litteraturforskeren, historikeren, forfatteren, den forhenværende direktør, intelligensforskeren, art director'en, bokseren og overkonstabelen og muslimer til fredagsbøn. Nogle politikere - herunder en mandlig, der ikke længere lægger mærke til, at jakkesættene dominerer på de store europæiske topmødebilleder, og to kvindelige politikere, der er dødtrætte af, at bliver slået på målstregen af mandlige kolleger. Rejsen slutter på et fodboldstadion i Brøndby, men det gør erkendelsen ikke. Instruktøren må sande, at et kompliceret spørgsmål ikke kan besvares med et simpelt svar. |                                                      |                                   |                                         |                                                                                                |                                 |                                                           |                    |
| 5 | "Danmark for begyndere - Historien om Lokalplan 219" |                                   | Jørgen Flindt Pedersen, Erik Stephensen | Jørgen Flindt Pedersen, Erik Stephensen                                                        |                                 | Lars Ole Nielsen                                          | 24. marts 2004     |
| Kommunalbestyrelsen i Gentofte vedtog i 2003 at bygge 125 boliger til flygtninge og værdigt trængende. Filmen sætter spørgsmålstegn ved, hvorfor politikerne valgte en af kommunens ringeste og mest forurenede grunde til byggeriet. |                                                      |                                   |                                         |                                                                                                |                                 |                                                           |                    |
| 6 | "K-notatet"                                          |                                   | Dola Bonfils                            | Dola Bonfils, Allan Berg Nielsen, Henrik Grunnet, Jakob Kirstein Høgel, Stefan Samsøe-Petersen |                                 | Henrik Bohn Ipsen                                         | 21. april 2004.    |
| Filmen følger forsvarschefen general Jesper Helsø og hans nærmeste medarbejdere i Forsvarskommandoen i en afgørende periode fra august til november 2003, hvor Forsvaret skal definere sin fremtidige rolle i den nye verden, der blev indvarslet den 11. september 2001. K-notatet er navnet på det hemmelige notat ('Kapacitetsnotatet'), som en række topledere i Forsvaret skrev i foråret 2003 om deres militærfaglige synspunkter på fremtidens sikkerhedspolitiske udfordringer. De mente, at en ny politisk og økonomisk tilgang var så nødvendig, at de besluttede at blande sig i den offentlige debat, noget, der ikke før er sket i Forsvarets historie. I starten af september offentliggjorde Forsvarskommandoen derfor et udspil, der byggede på K-notatet. Filmen følger i den samme periode, at Forsvarskommandoens internationale operationsstab bliver anmodet om at forberede den næste internationale opgave, som danske styrker bliver stillet over for: at støtte en FN-indsats for at bevare en skrøbelig fred i Sudan, hvor 20 års borgerkrig knap er slut. |                                                      |                                   |                                         |                                                                                                |                                 |                                                           |                    |
| 7 | "Den hvide magt"                                     | Martin Degn                       | Søren Slumstrup                         |                                                                                                | Søren Bendz                     | Martin Degn                                               | 28. april 2004     |
| Filmen belyser patienters manglende muligheder for at kvalificere deres frie sygehusvalg. En betydelig mængde information er tilgængelig i sundhedsvæsenet, men den kommer ikke ud til de patienter og pårørende, der blandt andet skal tage stilling til, hvor de vil gennemføre livsvigtige operationer eller behandlinger. Filmen beskriver i øvrigt, at der er betydelige forskelle på det relativt lukkede danske system og visse andre lande, hvor patienterne kan få direkte adgang til sygehuses og lægers resultater. Filmen er bygget op om to personers forløb fra Viborg Sygehus' optageområde. Derudover følger filmen en gruppe patienter på deres rejse til Sundhedsstyrelsen for at få en forklaring på, hvorfor styrelsen ikke advarede dem mod en faglig ukvalificeret øjenlæge. |                                                      |                                   |                                         |                                                                                                |                                 |                                                           |                    |
| 8 | "Svineriget"                                         |                                   | Christian Schou                         |                                                                                                | Povl Kristian                   |                                                           | Ikke udsendt       |
| Filmen er historien om en succes: Danmark er på 30 år blevet verdens førende svinenation. Årligt slagtes 25 mio. svin, eksportindtægterne er i milliardklassen og giver arbejdspladser i forædlingsindustrien i titusindvis. Hvad olien er for Norge, er svinene for Danmark. Men succesen har sin pris, og den betaler svinene. Millioner af søer står isoleret i små båse halvdelen af deres liv, de nyfødte får kuperet halen fire dage gamle, smågrisene fjernes fra deres mødre allerede efter 3-5 uger, og hverken so eller slagtegris oplever i dets korte liv at komme udenfor stalden og stikke trynen i et ægte mudderhul. Men i landbrugets top er der ingen anger over forholdene, tværtimod råder her stolthed over det danske svinemirakel. Spørgsmålet er, om man i jagten på succes og indtjening for de danske svineproducenter, er blevet blinde overfor dyrenes vilkår, eller om det er folk i byerne, der har menneskeliggjort dyrene og ikke vil acceptere, at landbruget har begravet Morten Korch og udviklet sig sammen med alle andre. Filmen skulle have været sendt i fjernsynet den 26. maj 2008, men DR sagde nej tak til at bruge sin visningsret. Årsagen var, at filmen efter DR's opfattelse var produceret i strid med DR's programetik, da sekvenser af optagelserne inden redigeringen af udsendelsen havde været sendt til godkendelse hos en kilde. |                                                      |                                   |                                         |                                                                                                |                                 |                                                           |                    |
| 9 | "Ullas vrede"                                        |                                   | Lars Oxfeldt Mortensen, Maria Cuculiza  | Lars Oxfeldt Mortensen                                                                         | Povl Kristian                   | Henrik Bohn Ipsen                                         | 2. juni 2004       |
| En beretning om magt, afmagt og civil ulydighed fortalt gennem den 48-årige danske fredsaktivist Ulla Røder. En tilsyneladende helt almindelig kvinde og mor til to, der har taget sagen i egen hånd og vendt sin vrede mod den største magt af alle: det internationale atomarmilitære kompleks. Hun lever i dag skjult i Skotland, efter at hun med en boltsaks ødelagde et britisk krigsfly, kort inden flyet skulle på bombetogt i Irak. Blandt fredsaktivister i verden over er hun en helt. Men hun er en torn i øjet på Tony Blair og George W. Bush. Ulla Røder har før været arresteret. Blandt andet i 1999 efter at hun sammen med to andre kvinder smadrede et atomlaboratorium på en skots flådebase. Det blev hun fængslet, men senere frikendt for. Hun modtog i 2001 den alternative fredspris i Stockholm for sit ihærdige arbejde for fred. Samme år fik hun tre måneders fængsel efter at have svømmet fem timer i en iskold fjord for at afsløre, hvor lemfældig bevogtningen af en af verdens største atomubåde Trident er. Hun har overskredet flere personlige grænser end de fleste for hvor langt, et menneske er i stand til at gå i civil ulydighed. |                                                      |                                   |                                         |                                                                                                |                                 |                                                           |                    |
| 10 | "Diplomatiets fortrop"                               | Claus Ladegaard                   | Anders Østergaard, Anders Riis-Hansen   |                                                                                                | Kåre Bjerkø                     | Thomas Marott, Lars Skree, Lars Schou, Anders Riis-Hansen | 15. september 2004 |
| Filmen skildrer Udenrigsministeriet og dets første fortrop af diplomater og rådgivere, der er sendt på mission til efterkrigens Irak. Hovedpersonen, karrierediplomaten Torben Gettermann, er med få dages varsel blevet omdirigeret fra sin fredelige post i Athen til en sand ilddåb som Danmarks første officielle repræsentant i Bagdad. Midt i en krigszone, og i en hverdag helt domineret af amerikansk militær, skal han forsøge at lægge grunden til en dansk ambassade. Han ankommer som del af en besættelsesmagt, han færdes i pansrede biler, han er omgivet af sikkerhedsvagter, og samtidig skal han forsøge at sætte et særligt dansk præg på det kaotiske nye Irak. Hver dag er en kamp for at skabe sammenhæng og mening i den danske tilstedeværelse som absolut småstat i den internationale koalition. Filmen følger gennem syv måneder Gettermanns stædighed, tvivl, sorte stunder og fornyede optimisme tillige med de ledende embedsmænd, der under pres fra oppositionen og en kritisk presse skal styre indsatsen hjemme fra Udenrigsministeriet på Asiatisk Plads. |                                                      |                                   |                                         |                                                                                                |                                 |                                                           |                    |
| 11 | "Den store gave"                                     |                                   | Stig Andersen                           | Erik Stephensen                                                                                | Jørgen Koldbæk, Erik Stephensen | Lars Ole Nielsen                                          | 29. september 2004 |
| Med udgangspunkt i en gennemgang af den politiske proces omkring opførelsen af Operaen i København, tegnes et billede af hvad skibsreder Mærsk Mc-Kinney Møller betyder for Danmark og danskerne, og hvad det betyder, at være i besiddelse af så stærk en økonomisk magt. |                                                      |                                   |                                         |                                                                                                |                                 |                                                           |                    |
| 12 | "Magten over kærligheden"                            | Sigrid Dyekjær, Christin Egebjerg | Christina Rosendahl                     | Christina Rosendahl                                                                            | Niels Vincentz, Jonas Struck    | Camilla Hjelm Knudsen, Lars Skree                         | 27. oktober 2004   |
| Filmen viser hverdagen for fem jurister i Københavns Overpræsidium, som er den instans, der træder til, hvis to forældre ikke kan blive enige om at dele samværet med deres fælles barn, når de ikke bor sammen. Filmen forsøger at indfange det komplekse felt, som Overpræsidiets jurister forvalter: På den ene side hensynet til det næreste nære i en familie, nemlig barnet, og på den anden side, den kontante jura. Hvordan håndterer man mennesker som er i dyb krise på grund af deres børn? Hvilke overvejelser ligger til grund for at afslå samvær? Hvad gør juristerne for at sikre en fraskilt far, at han kan se sit barn i et rimeligt omfang? Hvad gør man som jurist, når intuitionen siger noget andet, end hvad lovgivningen umiddelbart foreskriver i en sag? En hjerteskærende sætning hænger tilbage i luften, mens mødelokalet tømmes endnu engang: Er man en familie, selvom man hverken bor eller taler sammen? |                                                      |                                   |                                         |                                                                                                |                                 |                                                           |                    |